# 特定電気通信役務提供者の損害賠償責任の制限及び発信者情報の開示に関する法律
通称：情報流通プラットフォーム対処法（じょうほうりゅうつうプラットフォームたいしょほう）は、ソーシャル・メディア（SNS）や電子掲示板などのデジタル・プラットフォーム上に投稿された違法ないし有害情報によって被害を受けた者を救済するとともに、プラットフォーム利用者の表現の自由にバランス配慮した、円滑な運営をプラットフォーム提供者に対して義務づけることに関する日本の法律である。正式名称は、特定電気通信による情報の流通によって発生する権利侵害等への対処に関する法律（とくていでんきつうしんによるじょうほうのりゅうつうによってはっせいするけんりしんがいとうへのたいしょにかんするほうりつ）(平成13年法律第137号)であり、略称は情報流通プラットフォーム対処法のほかにも、情報流通PF対処法や情プラ法などがある。
制定時の旧法題名は、プロバイダー責任法（プロバイダーせきにんほう）で正式名称は、特定電気通信役務提供者の損害賠償責任の制限及び発信者情報の開示に関する法律（とくていでんきつうしんえきむていきょうしゃのそんがいばいしょうせきにんのせいげんおよびはっしんしゃじょうほうのかいじにかんするほうりつ）。他の略称に、プロバイダ責任制限法、プロバイダー法、ISP責任法などがあった。
2002年（平成14年) 5月27日に施行され、以降改正が複数回重ねられている。
同法が規制対象とする「違法ないし有害情報」は以下が例として挙げられる。
- 名誉毀損（例: "ヤブ医者"と形容するコメント）
- 著作権侵害（海賊版など）や商標権侵害コンテンツ
- 児童ポルノ画像
- 麻薬の広告 など

同法には、こうした違法・有害情報が投稿されたプラットフォームの提供者（サーバー管理者など）に対し、所定の手続に従って対処した際には損害賠償を免ぜられる、いわゆるセーフハーバー条項 (免責条項) が盛り込まれている。また、直接の権利侵害者たるコンテンツの投稿者を特定するため裁判所は発信者情報開示命令を下すことができ、これに応じてプラットフォーム提供者は発信者情報を被害者側に開示する。
直近の改正は2024年（令和6年）5月17日公布の「第二次改正」であり、特に影響力の大きい一定規模以上のプラットフォーム事業者に対する追加義務が明文化されることとなった。第二次改正は2025年4月1日に施行。施行と同時に、特定電気通信による情報の流通によって発生する権利侵害等への対処に関する法律（通称：情報流通プラットフォーム対処法）に改称された。
目的が類似する他国の法令としては、欧州連合 (EU) のデジタルサービス法 (略称: DSA) や電子商取引指令が挙げられる。著作権侵害に限定すれば、アメリカ合衆国著作権法 第512条 (デジタルミレニアム著作権法、略称: DMCAによる改正) や、EUのDSM著作権指令 第17条も同じくセーフハーバー条項を設けている。また日本国内で同じく大規模デジタル・プラットフォーム事業者を規制する法令としてはデジタルプラットフォーム取引透明化法があり、2020年に成立・公布されている。

## 主務官庁
- 総務省総合通信基盤局電気通信事業部消費者行政第二課[15]

警察庁サイバー警察局サイバー捜査課、同生活安全局生活安全企画課、法務省人権擁護局総務課など他省庁と連携して執行にあたる。

## 概要
インターネットの普及に伴い、インターネットを悪用した権利の侵害も増加したが、プロバイダ等が通信記録を開示しない限り、加害者を特定することが難しい場合も多い。一方で、プロバイダは、各個人が送受する膨大な量の通信における権利侵害の有無を個別に確認することは不可能であり、権利侵害の防止と安定したサービス提供を両立することは難しく、権利侵害の被害者をどうやって保護するのかについては問題である。
そこで、プロバイダ等に対して、インターネットを利用した権利侵害に関係する発信者の個人情報を、捜査機関や被害者等の求めに応じて開示する体制を整えさせる一方で、権利侵害の手段を提供したプロバイダ等の責任を減免する法律が制定された。
この法律の制定により、プロバイダ等は、特定の条件下において、インターネット等を利用した権利侵害に関する責任を負わない一方で、民事訴訟の手続を経ることなく、権利侵害に関係する者の個人情報を速やかに開示することができるようになった。

## 用語
法2条では用語の定義がなされている。（詳細な説明については、逐条解説を参照のこと。）
特定電気通信（法2条1号）
不特定の者によって受信されることを目的とする電気通信（電気通信事業法第2条第1号に規程する電気通信をいう。以下この号において同じ。）の送信（公衆によって直接受信されることを目的とする電気通信の送信を除く。）をいう。
特定電気通信設備（法2条2号）
特定電気通信の用に供される電気通信設備（電気通信事業法第2条第2号に規定する電気通信設備をいう。）をいう。
特定電気通信役務提供者（法2条3号）
特定電気通信設備を用いて他人の通信を媒介し、その他特定電気通信設備を他人の通信の用に供する者をいう。
※ここでいう特定電気通信役務提供者とは、営利事業を目的としたプロバイダ等を指すのみならず、「企業、大学、地方公共団体や、電子掲示板を管理する個人等」の、「ウェブホスティング等を行ったり、第三者が自由に書き込みのできる電子掲示板を運用したりしている者」も含まれていることに留意されたい。
発信者（法2条4号）
特定電気通信役務提供者の用いる特定電気通信設備の記録媒体（当該記録媒体に記録された情報が不特定の者に送信されるものに限る。）に情報を記録し、又は当該特定電気通信設備の送信装置（当該送信装置に入力された情報が不特定の者に送信されるものに限る。）に情報を入力した者をいう。
発信者情報開示請求権（法4条関係）
文言としては総務省による解説に記載。インターネット上で匿名発信情報により被害を受けた者が、被害回復のために、特定電気通信役務提供者に対してIPやタイムスタンプ等の発信者情報の開示を請求する権利。

## 責任が制限される条件
特定電気通信役務提供者（以下プロバイダ等）は、次の各項目をいずれも満たした場合は賠償の責任を負う必要がない。

### 情報の流通を防止しなかったことによって発生した他人の権利侵害の損害
1. プロバイダ等自身が情報の発信者でない（同法第3条第1項但し書き）
2. 情報の送信を防止する措置を講ずることが技術的に不可能である（同法同条同項本文）
3. 権利を侵害する情報が流通していたと知らなかった（同法同条第1号）か、もしくは情報の流通を知っていたが、他人の権利が侵害されたと認めるに足りる相当の理由がなかった（同法同条同項第2号）

### 情報の流通を防止したことによって発生した発信者の損害
1. 情報の送信を停止する措置が必要限度内であった（同法同条第2項）
2. その情報が他人の権利が侵害されたと認めるに足りる相当の理由があった（同法同条同項第1号）か、もしくは権利を侵害されたとする者からその理由を示して送信を停止するよう要求があり、情報発信者に送信停止の同意を求めた場合において7日以内に返答がなかった（同法同条同項第2号）

### 選挙運動期間中に情報の流通を防止したことによって発生した発信者の損害
1. 情報の送信を停止する措置が必要限度内であった（同法第3条の2）
2. その情報が、選挙運動や当選させないための活動に使用される情報である（同法同条第1号、同法同条第2号）
3. 名誉を損害された公職候補者・衆参院名簿届出政党等から、名誉が侵害されたとする理由を示して送信を停止するよう要求があり、情報発信者に送信停止の同意を求めた場合において2日以内に返答がなかった（同法同条同項第1号）か、公職候補者等から、名誉が侵害されたとする理由と発信者のメールアドレス等が、公選法第142条の3第3項又は同法第142条の5第1項に違反し、表示されていないことを示して送信を停止するよう要求があり、受信者の映像面に正常な表示がされていない（プロバイダ責任制限法第3条の2第2号）

### 私事性的画像記録の情報の流通を防止したことによって発生した発信者の損害
私事性的画像記録の提供等による被害の防止に関する法律（リベンジポルノ被害防止法）第4条に規定されるプロバイダ責任制限法の特例
1. 情報の送信を停止する措置が必要限度内であった（リベンジポルノ被害防止法第4条）
2. 権利を侵害されたとする者から名誉又は私生活の平穏が侵害されたとする理由を示して送信を停止するよう要求があり（同法同条第1号）、情報発信者に送信停止の同意を求めた場合において（同法同条第2号）、2日以内に返答がなかった（同法同条第3号）

### 発信者情報を公開しなかったことにより開示請求者に発生した損害
1. プロバイダ等自身が情報の発信者でない
2. 故意または重大な過失がなかった

## 発信者情報の開示

### 発信者情報開示請求の要件
権利を侵害されたとする者は、次の各号のいずれも該当する場合、プロバイダ等に対して保有する発信者情報の開示を請求することができる。
1. 侵害情報の流通によって権利が侵害されたことが明らかである
2. 発信者情報が開示請求者の損害賠償請求権の行使のために必要であるか、その他発信者情報の開示を受けるべき正当な理由がある

開示請求を受けたプロバイダ等は発信者に連絡することができないなどの事情がある場合を除き、発信者に開示するかどうかについて意見を聴かなければならない。
発信者情報は省令で以下のように定められる。省令本文はウィキソースの項目を参照のこと。
1. 発信者その他侵害情報の送信に係る者の氏名又は名称
2. 発信者その他侵害情報の送信に係る者の住所
3. 発信者の電子メールアドレス （ショートメッセージサービスのアドレスを含む）
4. 侵害情報に係るIPアドレス
5. 前号のIPアドレスから侵害情報が送信された年月日及び時刻

また、発信者情報の開示を受けた請求者は、発信者情報を用いて発信者の名誉や生活の平穏を不当に害してはならないと定められている。
なお、プロバイダ等は、原則として上記のすべての情報を取得しなければならず、上記すべての情報を適切に取得していなかった場合（例えばIPアドレスのみを取得していたようなケース）、プロバイダ等の不法行為責任が発生する惧れがある。

### 発信者情報開示請求の具体的な手続

#### 請求者の手順
本法に基づいた発信者情報開示請求の手続は、プロバイダ責任制限法ガイドライン等検討協議会が発行する「プロバイダ責任制限法発信者情報開示ガイドライン」に従って行なわれる。
情報開示の請求手続を希望する者は、プロバイダ等に、請求者の本人確認の資料や権利侵害の証拠資料等とともに、請求書を提出する。請求書の書式は、「プロバイダ責任制限法発信者情報開示ガイドライン」に定められたものが使われる。請求手続は、原則として書面での提出であるが、電子メールやFAX等の手段も認められている。

#### プロバイダ等の対応
請求を受けたインターネットプロバイダ等は、書式の記載漏れ、請求者の本人確認等を行い、発信者情報の保有の有無を確認する。当該発信者情報を保有していない場合や特定困難な場合は、請求者に対し、開示が不可能であることを通知することになる。発信者情報を保有している場合は、権利侵害情報の確認を行い、発信者に対し開示に対する意見を聴取するが、意見照会が不可能もしくは困難な場合は行わなくてもよい。また、請求者の主張や証拠資料により、権利侵害が明白である場合にも、発信者の意見聴取を行わなくてもよい。発信者に意見照会を行い、2週間経過しても回答が得られない場合には、発信者からの主張がないとみなすことができる。
開示を求める理由が、
1. 損害賠償請求権の行使のためである場合
2. 謝罪広告等名誉回復措置の要請のため必要である場合
3. 発信者への削除要請等、差止請求権の行使のため必要である場合

に該当する場合は、正当な理由を有していると考えられる。

## 立法・改正の沿革
プロバイダー責任法（平成13年11月30日法律第137号）が第153回国会に提出されて審議され、平成13年 (2001年) 11月22日に成立、同年11月30日に公布された。実際の施行は翌年の平成14年 (2002年) 5月27日である。
公職選挙法改正（平成25年法律第10号）に伴い、平成25年 (2013年) にプロバイダー責任法も一部改正された。2013年の公職選挙法改正では、いわゆる「インターネット選挙運動」が解禁されている。ウェブサイトや電子メールといったデジタル通信手段で行われる選挙運動に関する規定を追加しており、立候補者の当選阻止を目的とした「なりすまし」や、名誉毀損、事実に反する侮辱などが禁じられた。これに対応してプロバイダー責任法も「公職の候補者等に係る特例」を設け、これら違反行為に該当するコンテンツの削除要請に適切に応じれば、プロバイダーが免責される条項が追加された:1。
令和3年 (2021年) 4月28日には通称「第一次改正」法 (令和3年4月28日法律第27号) が公布され、翌年の令和4年 (2022年) 10月1日に施行された。これにより、最終的に発信者の住所氏名等の情報を得るまで従前は2回の裁判手続を要するのが通常であったところ、これを1度の非訟手続の中で可能とする制度が創設された 。また、SNSのようなユーザーがログインして投稿するサービスを想定し、ログイン情報も事業者に開示請求できることを明文化し（改正前の裁判例は分かれていた。）、それが可能な範囲を規定した。
令和6年 (2024年) 5月17日には「第二次改正」法 (令和6年5月17日法律第25号) が公布され、1年を超えない範囲で第二次改正が施行される。施行のタイミングで、従来の「プロバイダー責任法」は通称「情報流通プラットフォーム対処法」に改称される。特に影響力の大きい一定規模以上のプラットフォーム事業者に対し、違法・有害情報の削除対応を迅速化・透明化するため削除申出の受付窓口を設けること、また削除基準を策定して公表することなどが定められている。第一次および第二次改正の背景には、2020年に起きたリアリティ番組出演者に対するオンラインの誹謗中傷と自死事件があると言われている。
第一次改正は、誹謗中傷などの案件を請求に基づいて一つひとつ対処していく事後的な措置である。一定の効果はあったものの、被害者にとっては金銭面での負担が課題となっていた。一方の第二次改正は大規模プラットフォーム事業者が自らの利用規約に則り違法・有害なコンテンツを削除していく自主性が求められる違いがある。ただし第二次改正で追加される義務の履行は事業者側にはコスト増となることから、すべての事業者ではなく一定規模以上の事業者に適用が限定された。ここでの「一定規模以上」は情報流通プラットフォーム対処法の条文上では定義されておらず、別途、総務省令で具体的な基準が示される見通しである。

## 大規模特定電気通信役務提供者
以下のサイトは「大規模特定電気通信役務提供者」に指定されている。指定サイトは削除対応などに係る措置が義務付けられている。
2025年4月30日指定
- X
- YouTube
- Yahoo!知恵袋、Yahoo!ファイナンス、LINEオープンチャット、LINE VOOM

- Facebook、Instagram、Threads
- TikTok、TikTok Lite

2025年5月30日指定
- ピンタレスト
- amebaブログ
- 爆サイ.com
- ニコニコ